# Czemuśmy nie wzięli świecy?... Ten zegar stary...
Czemuśmy nie wzięli świecy?... Ten zegar stary... – początek III aktu opery z muzyką Stanisława Moniuszki do libretta Jana Chęcińskiego Straszny dwór, zawierający basową arię Skołuby.
Trzeci akt opery Straszny dwór rozpoczyna się rozmową pomiędzy Maciejem i Skołubą odprowadzającym go na miejsce nocnego spoczynku we dworze Miecznika w Kalinowie. Maciej to stary służący i opiekun Stolnikowiczów Stefana i Zbigniewa, którzy, wróciwszy z bitewnych szlaków, zjechali na Nowy Rok do ojcowskiego przyjaciela po złożone u niego pieniądze, ale i by odnowić znajomości z nim oraz jego córkami: Jadwigą i Hanną. Skołuba to łowczy i klucznik z Kalinowa, zaufany człowiek gospodarza. Zła legenda dworu (w rzeczywistości „strasznego” mamom i ciociom mniej urodziwych niż mieszkanki Kalinowa panien) wywołała u Macieja, chociaż wiarusa zaprawionego w bojach, dość duże obawy. Skołuba zaś, wtajemniczony w intrygę Hanny i Jadwigi, próbuje rozdzielić trójkę gości i  celowo nie tylko niby to zapomina zabrać świecę, ale też podsyca obawy Macieja, zbywając go, że przecież świeci księżyc i każąc jemu samemu spać na podłodze obok starego zegara w sali z groźnie wyglądającymi malowidłami. Gdy łowczy żegna się znacząco wypowiedzianymi słowami: „Dobrej nocy!”, cały drżący ze strachu Maciej jeszcze raz domaga się wyjaśnień.
Skołuba w arii Ten zegar stary dzieli się z gościem niestworzonymi historiami, budując tym bardziej atmosferę grozy. Otóż, niby to stary od lat zepsuty zegar w obecności obcych na dźwięk piania koguta zaczyna wydzwaniać na przedętych rurach jakieś piekielne kuranty. Drugim omawianym przez Skołubę aspektem są obrazy kobiet, praprababek Miecznika, które także gdy tylko kur zapieje, a nieznana osoba przebywa w sali, „wyłażą z ram” po to, żeby się potępieńczo kłócić. Każda z dwóch części jest zakończona pytaniem do Macieja o to, czy się nie boi, a gdy ten zaprzecza, Skołuba częstuje go tabaką.
Prapremiera Strasznego dworu odbyła się w Teatrze Wielkim w Warszawie 28 września 1865 roku, rolę Macieja wykonywał wówczas Jan Koehler, a partię Skołuby śpiewał wtedy Józef Prochazka.